# Seaforth (fleuve)
Pour les articles homonymes, voir Seaforth.
Le fleuve Seaforth (en anglais : Seaforth River) est un cours d'eau de l'île du Sud de la Nouvelle-Zélande, se jetant dans Dusky Sound
[réf. à confirmer],.